# بريان بروبي
بريان بروبي (مواليد 1 فبراير 2002) هو لاعب كرة قدم هولندي يلعب كمهاجم في نادي آر بي لايبزيغ.